# Гибралтар
Гибралтар (енгл. Gibraltar) је прекоморска територија Уједињеног Краљевства на Пиринејском полуострву, у Гибралтарском пролазу који спаја Атлантски океан и Средоземно море. Он има површину од 6,7 km2 (2,6 sq mi), а на северу се граничи са Шпанијом. Пределом доминира Гибралтарска стена у чијем подножју је густо насељено градско подручје, где живи више од 32.000 људи, првенствено Гибралтарци.

## Политички систем
Заступнички дом (House of Assembly) је заступничко тело (парламент) са 15 заступника, а бира се општим изборима отприлике сваке четири године. Гибралтар има само једну изборну јединицу. Гувернер најчешће именује вођу најјаче странке за премијера.

## Историја
У старом веку, Гибралтар је био познат под именом Херкулови стубови, а под Римљанима се звао Калпе (лат. Calpe). 
711. године Гибралтар су освојили муслимански Арабљани и Бербери. Име Гибралтар потиче од арапског Џебел ал-Тарик (= Тариково Брдо). Тарик је био маварски војсковођа, који је на гибралтарској стени прикупио своју војску а после је ту изградио и тврђаву. Муслимани су владали Гибралтаром све до 1462. године. (додуше, Краљевина Кастиља је између 1309. и 1333. привремено владала Гибралтаром). Шпанци су толико ојачали његова утврђења да се сматрао неосвојивим.
Током ратова за ослобађање Низоземске Холанђани су 1607. године на сидришту Гибралтара уништили 26 шпанских ратних бродова.
У Рату за шпанско наслеђе британска и холандска флота заузеле су Гибралтар препадом 3. јула 1704. године. Одмах након тога Шпанци су га напали с копна а 4. октобра им се прикључила француска флота па је био опседнут и блокиран и са мора. Успешно је одбрањен активношћу британског адмирала Џона Лика и војног гувернера Георга фон Хесен-Дармштата. У априлу 1705. године опсада је била прекинута.
У рату Четворног савеза против Шпаније Шпанци нису успели да заузму Гибралтар препадом 1720. године. Шпанија је током рата само трпела поразе на мору чиме се показало да она без ефикасне ратне морнарице не може да брани своје колоније.
Када је Шпанији 1725. године признала Прагматичну санкцију, у Европи су се заоштрили односи и створила су се два блока. Шпанија је била против Велике Британије. Иако до објаве рата није дошло, једна британска ескадра је контролисала шпанске обале, а друга је неколико година блокирала шпанске луке у Западној Индији. Одговарајући на ове акције Шпанија је опсела Гибралтар 1727. године. Британци су затим вршили притисак на Шпанију и водили рат против шпанског поморског саобраћаја у Гибралтарским вратима и испред Кадиза.
Миром у Утрехту 1713. године. предат је Великој Британији, што је после само било потврђивано Париским миром из 1763. и Париским миром из 1783. године.
Од 1730, Гибралтар је британска колонија.
Током Америчког рата за независност Шпанци су га опседали од 11. јула 1779. до 6. фебруара 1783. године, али су британски бродови више пута успевали да продру у луку и тако снабдеју град и тврђаву. Бомбардовање тврђаве отпочело је тек 12. априла 1781. године. Утврђењима и граду биле су нанесене велике штете. Идуће, 1782. године Шпанцима су се придружили Французи и 13. септембра извршили напад са нарочито саграђеним топовњачама, које су британске батерије успеле да запале усијаним ђуладима. Опсада је била настављена бомбардовањем, али се блокада није могла у потпуности одржати. Ватра је била обустављена 2. фебруара 1738. године када је у Шпанију стигла вест о почетку мировних преговора. Гибралтар је дефинитивно остао у рукама Британаца и у предстојећим поморским ратовима је играо све већу улогу.
Уочи Другог светског рата одбрамбена постројења Гибралтара су знатно била ојачана - уз постојећа три изграђено је још 13 km подземних галерија, а током рата и аеродром. Током Другог светског рата у луци Гибралтар је била стационирана британска Х ескадра (енгл. Force H), која је дејствовала у Атлантском океану и Средоземном мору. Гибралтар је имао веома важну улогу у снабдевању Малте између 1940. и 1943. године.
Француска авијација напала је Гибралтар 7. јуна 1940. године због одмазде за британски напад на француску флоту у Мерс ел Кебиру у Алжиру.
Италијани су нападали бродове на сидришту и у луци подводним диверзантима - пребаченим подморницом и снабдевени јахаћим торпедима. Диверзанти су у ноћи између 20. и 21. септембра 1941. године потопили два танкера и један теретни брод са укупно 28337 БРТ. Диверзанти који су били упућени током ноћи између 13. и 14. јула 1942. године са шпанске обале Алхесираског залива и са италијанског трговачког брода који је био насукан уз шпанску обалу, тешко су оштетили четири трговачка брода са укупно 9468 БРТ. У акцији која је извршена ноћу 14. на 15. септембра диверзанти су потопили један брод од 1787 БРТ.

## Гибралтар између Британије и Шпаније
На Гибралтару живи 28.000 становника. Шпанија сматра да би Гибралтар морао њој припасти, али британска владавина је и даље чврста. Због неспоразума између Уједињеног Краљевства и Шпаније, граница између Гибралтара и копна је била затворена између 1969. и 1985. године. Шпанија се ни данас не одриче свог захтева.
На Гибралтару је одржан референдум 17. новембра 2002. Излазност је била 90%, а 99% гласача је било за задржавање британског суверенитета. Само 187 становника Гибралтара било је за подељени суверенитет између Британије и Шпаније.

## Географија

### Клима
| Клима Гибралтара                                                      | Клима Гибралтара | Клима Гибралтара | Клима Гибралтара | Клима Гибралтара | Клима Гибралтара | Клима Гибралтара | Клима Гибралтара | Клима Гибралтара | Клима Гибралтара | Клима Гибралтара | Клима Гибралтара | Клима Гибралтара | Клима Гибралтара |
| Показатељ \ Месец                                                     | .Јан.            | .Феб.            | .Мар.            | .Апр.            | .Мај.            | .Јун.            | .Јул.            | .Авг.            | .Сеп.            | .Окт.            | .Нов.            | .Дец.            | .Год.            |
| --------------------------------------------------------------------- | ---------------- | ---------------- | ---------------- | ---------------- | ---------------- | ---------------- | ---------------- | ---------------- | ---------------- | ---------------- | ---------------- | ---------------- | ---------------- |
| Максимум, °C (°F)                                                     | 16,3 (61,3)      | 16,8 (62,2)      | 18,5 (65,3)      | 20,0 (68)        | 22,4 (72,3)      | 25,6 (78,1)      | 28,2 (82,8)      | 28,4 (83,1)      | 26,1 (79)        | 22,6 (72,7)      | 19,2 (66,6)      | 17,0 (62,6)      | 21,76 (71,17)    |
| Просек, °C (°F)                                                       | 13,5 (56,3)      | 14,1 (57,4)      | 15,6 (60,1)      | 16,7 (62,1)      | 19,0 (66,2)      | 21,9 (71,4)      | 24,2 (75,6)      | 24,6 (76,3)      | 22,9 (73,2)      | 19,8 (67,6)      | 16,6 (61,9)      | 14,6 (58,3)      | 18,63 (65,53)    |
| Минимум, °C (°F)                                                      | 10,8 (51,4)      | 11,4 (52,5)      | 12,6 (54,7)      | 13,4 (56,1)      | 15,6 (60,1)      | 18,2 (64,8)      | 20,2 (68,4)      | 20,8 (69,4)      | 19,6 (67,3)      | 17,0 (62,6)      | 14,0 (57,2)      | 12,1 (53,8)      | 15,48 (59,86)    |
| Количина падавина, mm (in)                                            | 106,6 (4,197)    | 99,0 (3,898)     | 74,3 (2,925)     | 65,9 (2,594)     | 33,1 (1,303)     | 8,6 (0,339)      | 1,0 (0,039)      | 8,8 (0,346)      | 20,0 (0,787)     | 80,7 (3,177)     | 121,6 (4,787)    | 173,8 (6,843)    | 793 (31,22)      |
| Дани са падавинама (≥ 1.0 mm)                                         | 7                | 7                | 6                | 7                | 4                | 1                | 0                | 0                | 2                | 6                | 8                | 9                | 58               |
| Сунчани сати — месечни просек                                         | 147              | 143              | 204              | 233              | 289              | 319              | 326              | 309              | 240              | 197              | 135              | 134              | 2.676            |
| Извор: Metéo Climat 1981–2010 (sun Deutscher Wetterdienst, 1961–1990) |                  |                  |                  |                  |                  |                  |                  |                  |                  |                  |                  |                  |                  |

## Валута
Валута је Гибралтарска фунта (GIP), које је везана за Британску фунту у односу 1:1. Може се плаћати и британском фунтом.